# Venceslas Ier de Cieszyn
Venceslas Ier de Cieszyn (polonais : Wacław I cieszyński, tchèque : Václav I. (Těšín), allemand : Wenzel I. (Teschen); né vers 1413/1418 – mort en 1474), fut duc de Cieszyn à partir de 1431; jusqu'en 1442 conjointement avec ses trois frères et corégents, duc de la moitié de Bytom entre 1431 et 1452 qui ensuite après 1459 et duc de Siewierz jusqu'en 1443.

## Origine
Venceslas est le fils ainé du duc Bolesław Ier de Cieszyn et de sa seconde épouse Euphémie de Mazovie, fille du duc Siemovit IV de Mazovie. Après la mort de leur père en 1431 et bien qu'il soit légalement un adulte et capable de gouverner par lui-même, Venceslas demeure sous la régence de sa mère avec ses trois frères cadets et corégents.

## Règne
Malgré ses bonnes relations avec l'Empereur Sigismond Venceslas est impliqué dès 1434 avec les Hussites qu'il appuie particulièrement le Burgrave de Będzin, Mikołaj Kornicz Siestrzeniec lors de ses raids contre l'évêque de Kraków dans le royaume de Pologne.  C'est seulement après l'expédition de représailles de  Krystyn Koziegłowski contre Siewierz que Venceslas rompt son alliance et conclut un accord avec la Pologne à Będzin le 15 octobre 1434. Lors d'une Cour Impériale tenue par Sigismond de Luxembourg en 1438, Venceslas se reconnait tributaire de l'empereur. La même année, il obtient le droit de battre sa propre monnaie à Cieszyn. 
Le 29 novembre 1442, Venceslas doit céder à la pression de ses cadets et accepter une division formelle du Duché de Ciezsyn. Les nouvelles entités créées sont toutefois très inégales car Venceslas conserve entre ses mains la plupart des possessions familiales, ne donnant à ses frères que la moitié de Głogów et Ścinawa domaines fortement endettés et quelques parcelles du duché de Cieszyn, il conserve de plus la pleine autorité sur Bytom et Siewierz.
Ce partage ne règle pas les difficultés financières de Venceslas qui est contraint le 24 décembre 1443 de vendre le duché de Siewierz au puissant évêque de Cracovie et Cardinal Zbigniew Oleśnicki. Le sort de ce territoire sort désormais du contexte de la Silésie. Cette cession procure des liquidités à Venceslas mais il est la cause d'un long conflit entre Venceslas et le duc Bolko V le Hussite qui n'accepte pas la transaction. Finalement le conflit se termine le 1er juillet 1457 lorsque Venceslas conclut un accord avec la Pologne. En 1452 il échange Bytom contre Bielsko avec son frère Bolesław II. Après la mort de  Bolesław II l'année suivante, Venceslas assure la régence de ses enfants ce qui lui permet de réacquérir Bytom. En 1459, Venceslas cède de nouveau  Bytom au duc Conrad IX le Noir d'Oleśnica pour la somme de 1.700 fines.
Au cours de la décennie 1460, l'activité politique de Venceslas est très réduite sans doute faute de moyens financiers. En 1468, le duc sans héritier abdique en faveur de son neveu  Casimir II le titre de duc de Cieszyn bien que le pouvoir réel soit entre les mains de Przemysław II son dernier frère. En 1471 Venceslas réussit à devenir l'unique détenteur de Bielsko après avoir soutenu la candidature de Władysław, le fils de Casimir IV de Pologne comme roi de Bohême. Venceslas meurt à Bielsko en 1474 et il est inhumé dans l'église des Dominicains de Cieszyn.

## Union
Entre le 9 décembre 1438 et le 5 février 1439, Venceslas épouse à Wrocław, Elisabeth de Brandebourg duchesse de Brzeg-Legnica(née entre 1er mai/29 septembre 1403 - morte à Legnica, 31 octobre 1449), fille de Frederic Ier, Électeur de Brandebourg et veuve de Louis II, duc de Brzeg-Legnica. Après six années d'une union sans enfant le couple se sépare vers  1445 pour une raison inconnue. Elisabeth retourne à  Legnica, où elle meurt quatre ans plus tard en  1449. Venceslas lui survit 25 ans sans se remarier.

## Source de la traduction
- (en) Cet article est partiellement ou en totalité issu de l’article de Wikipédia en anglais intitulé « Wenceslaus I, Duke of Cieszyn » (voir la liste des auteurs).